# قصيدة ألمرية
قصيدة ألمرية هي ملحمة شعرية لاتينية كُتبت في القرون الوسطى، أُلحقت بنهاية «تاريخ الإمبراطور ألفونسو» الذي يؤرخ لعصر ألفونسو السابع ملك قشتالة، وتروي القصيدة قصة الانتصار في حملة 1147م العسكرية لغزو ميناء ألمرية. نسخة القصيدة المتاحة اليوم غير مكتملة حيث تتوقف فجأة قبل سرد أحداث الحصار الفعلي لألمرية. تتناول أبياتها الـ 293 الباقية توزيع الأدوار على قادة الجيش والجنود.
تحظى القصيدة باهتمام الباحثين والنقاد لأنها تلقي الضوء على تطوّر الشعر الملحمي (أغاني البطولة)، وعلى طبيعة وعادات العسكريين والارستقراطيين في تلك الفترة. ووُصفت بأنه «مثال هام لا نظير له على آثار القرن الثاني عشر الميلادي الثقافية»، وأنها «انعكاس رائع لزمانها، فهي بمثابة قطعة أدبية ذهبية». ومن ناحية الأسلوب، فالقصيدة غارقة في التوازي البديعي مع الكتاب العبري والنماذج اللاتينية القديمة لفيرجيل وأوفيد.